# Bataille de Calais
Pour les articles homonymes, voir Siège de Calais.
Guerre de Cent Ans
Batailles
La bataille de Calais est entreprise durant la guerre de Cent Ans qui s'est déroulée les 31 décembre 1349 et 1er janvier 1350. Elle résulte d'un accord secret entre le chevalier français Geoffroi de Charny et Amery de Pavie, le gouverneur anglais de Calais. Amery ayant promis de vendre Calais à Charny, ce dernier rassemble des cavaliers afin de s'emparer de la ville. Le roi Édouard III d'Angleterre est informé à temps du complot et arrive avec des renforts pour empêcher la prise de Calais par les Français.

## Prélude
Les Anglais s'emparent de Calais le 3 août 1347, après un siège qui a duré onze mois. Édouard III d'Angleterre nomme gouverneur de Calais Amery de Pavie, un chevalier originaire de Lombardie à qui il fait confiance. Fin 1349, Amery conspire avec le chevalier français Geoffroi de Charny, un chevalier français, pour lui céder Calais contre 10,000 couronnes en échange. Lorsque Édouard III apprend ce complot, il convoque Amery en Angleterre et le somme de s'expliquer. Amery implore sa clémence et l'informe que Calais est toujours sous contrôle anglais. Édouard ordonne alors à Amery de poursuivre son affaire secrète avec Geoffroi de Charny et de l'informer lorsqu'elle serait enfin prête.

## Déroulement de la bataille
Fin décembre 1349, Geoffroi de Charny rassemble 500 lanciers sous ses ordres pour s'emparer du château et de la ville de Calais. Avant l'aube du 31 décembre, il conduit son armée sur le pont de Neullay et envoie deux écuyers à Amery pour confirmer le complot. Ce dernier confirmant l'accord, Geoffroi envoie douze chevaliers et 100 hommes d'armes pour prendre contrôle du château. Ces hommes sont sous le commandement d'Odoart de Renty, qui doit apporter 20,000 couronnes à Amery. En recevant le sac d'or, Amery abaisse le pont-levis afin que les Français puissent entrer et conduit la compagnie française dans la tour du château. Lorsqu'ils déverrouillèrent la porte, les Français furent assaillis par le roi Édouard III qui les attendait avec 200 lanciers. Encerclés de toute part, les Français se rendent rapidement avec très peu de pertes et sont confinés dans la tour.

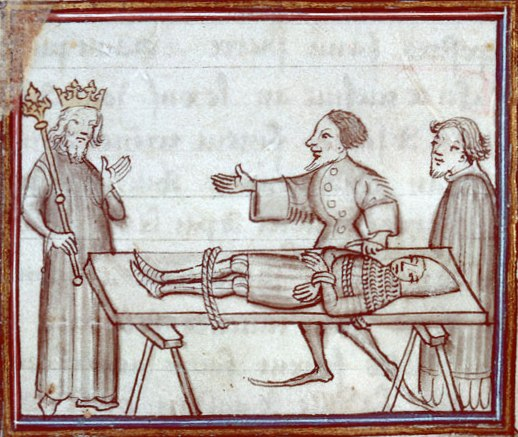
Geoffroi de Charny, blessé et captif d'Édouard III, après sa tentative sur Calais (enluminure d'un manuscrit des Fleurs des chroniques)

La cavalerie anglaise sort alors du château sous la conduite d'Édouard et de Wauthier de Masny. Le comte de Suffolk, les barons de Stafford, de Montagu, de Beauchamp, de Berkeley et de la Warr sont également présents. Édouard III envoie un détachement de trois unités de cavalerie et de 600 archers attaquer le reste des forces françaises sous les ordres des seigneurs Moreau de Fiennes et de Créqui sur le pont de Neullay. Entretemps, des archers en provenance de Saint-Omer et d'Aire venaient d'arriver pour renforcer les Français. Les deux armées se rencontrèrent à l'aube. La victoire revint aux Anglais, bien que certains de leurs soldats soient faits prisonniers. Pendant ce temps, en dehors des murs de Calais, le roi d'Angleterre affrontait Eustache de Ribemont en combat singulier, mais leur combat fut interrompu par l'arrivée des deux armées qui n'avaient toujours pas achevé la bataille.
L'issue finale du combat est une victoire pour les Anglais, près des murailles de la ville ainsi que sur le pont. Les deux camps avaient perdu beaucoup d'hommes, la plupart ayant été capturée. L'armée de Geoffroi de Charny était anéantie, lui-même était captif des Anglais, tout comme Eustache de Ribemont.

## Conséquences
Calais resta sous contrôle anglais. La gouvernance de Calais fut transférée à John de Beauchamp, qui s'était distingué lors du combat.

Au souper suivant la bataille, Édouard III commenta la bravoure de son adversaire Eustache de Ribemont. En signe d'estime à son ennemi, il lui présenta un collier de perles en lui disant : 

« Sire Eustache, je vous accorde ce présent comme un petit témoignage de mon estime pour votre courage. Je vous prie de le porter pour moi ; et, comme je vous sais être d'une disposition gaie et amoureuse, appréciant la compagnie de dames et de demoiselles, dites-leur toutes de qui vous l'avez reçu. Vous n'êtes plus un prisonnier : je vous acquitte de votre rançon ; et demain vous serez libre de disposer de votre personne comme vous le souhaiterez. »

Pour le punir de sa trahison, Édouard III aurait abattu les armoiries d'Amery de Pavie par décret royal : « Et Édouard III d'Angleterre a ordonné que deux des six étoiles qu'un seigneur avait dans ses armoiries soient effacées, car il avait vendu un port maritime dont il était le gouverneur. »,. Retiré dans ses terres, Amery est enlevé en 1352 par Geoffroi de Charny, qui l'emmène en captivité à Saint-Omer. Là, Geoffroi le décapite, équarrit son cadavre et l'expose aux portes de la ville. L'historien américain Richard W. Kaeuper ajoute : « Pour montrer que tout ceci ne résultait que d'une affaire privée et non d'un litige guerrier (il y avait alors une trêve), Charny s'empara non seulement de la personne d'Amery mais aussi de son château. »